# دیوید ساسون

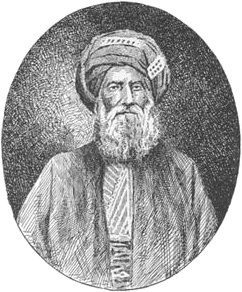
دیوید ساسون

دیوید ساسون خزانه دار بغداد بین سال‌های ۱۸۷۱ تا ۱۸۲۹ میلادی بود. او بعد از مهاجرت یهودیان بغدادی به هند رهبر جامعه یهودی در بمبیئ شد. او مهم‌ترین تاجر کتان و تریاک بود.

## زندگینامه
ساسون در بغداد متولد شد. پدر او صالح ساسون یک تاجر ثروتمند بود و خزانه دار اصلی پاشا (والی بغداد) و رهبر جامعه یهودیان بود. مادر او امام گبایی نام داشت. بعد از آموزش سنتی به زبان عبری ساسون با حنا در سال ۱۸۱۸ میلادی ازدواج کرد. آن‌ها دو پسر و دو دختر داشتند تا اینکه حنا در سال ۱۸۲۶ از دنیا رفت. او بعد با فرحا حیم ازدواج کرد و حاصل این ازدواج شش پسر و سه دختر بود.

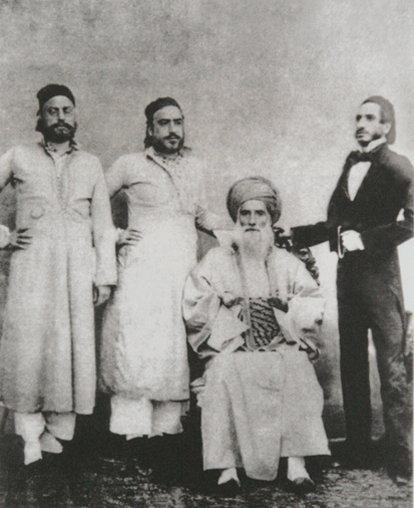
دیوید ساسون و پسرانش الیاس دیوید - عبدالله (آلبرت) دیوید و ساسون دیوید.

بعد از اینکه داوود پاشا به آزار یهودیان در بغداد پرداخت خانواده ساسون از طریق ایران به هندوستان رفتند. ساسون در هندوستان به عنوان واسطه بین کارخانه‌های تولید پارچه انگلیسی و تاجران خلیج فارس عمل می‌کرد. رقیبان اصلی او جامعه پارسیان هند بودند که ثروت اصلی آنان از تجارت تریاک تأمین می‌شد.
وقتی عهدنامه نانکینگ درهای چین را به روی تاجران انگلیسی باز کرد ساسون تجارت پارچه خود را به تجارت تریاک گسترش داد. در سال ۱۸۴۵ دیوید ساسون و پسران دفتری باز کردند که محل اصلی تجارت آن‌ها در شانگهای شد.
در سال ۱۸۴۴ او دفتری در هنگ کنگ باز کرد و در سال بعد شروع به استفاده از دفتر شانگهای برای نقد کردن پول تریاک کرد.
در دهه ۱۸۶۰ میلادی ساسون کم‌کم موفق شد بر رقیبان پارسی خود پیروز شود.
با اینکه دیوید ساسون انگلیسی صحبت نمی‌کرد در سال ۱۸۵۳ میلادی به شهروندی بریتانیا درآمد. او همچنان مانند یهودیان بغدادی لباس می‌پوشید و رفتار می‌کرد ولی به پسران خود اجازه داد مانند انگلیسیها رفتار کنند. پسر او عبدالله نام خود را به آلبرت تغییر داد و یک بارون شد و با خانواده روتشیلد ازدواج کرد. تمامی افرادی که در اروپا نام خانوادگی ساسون دارند از نسل دیوید ساسون هستند.
ساختمانهای زیادی در هندوستان توسط دیوید ساسون ساخته شده‌است و در زمره اموال این خانواده است.

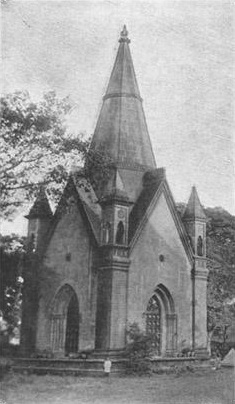
مقبره دیوید ساسون در هندوستان